# Rachel Wahba
Rachel Wahba (Bombay, 19 de marzo de 1946) es una psicoterapeuta  y escritora de temas relacionados con los judíos sefardíes y mizrajíes. psicoterapeuta en práctica privada en San Francisco, California, Condado de Marin. Ha escrito extensamente sobre la experiencia traumática de su madre durante el Farhud, el pogromo llevado a cabo contra la población judía de Bagdad en junio de 1941.

## Primeros años
Rachel Wahba nació el 19 de marzo de 1946 en Bombay. Su padre, Maurice (Moussa) Wahba, nació en Mansoura y vivió en El Cairo, Egipto hasta que dejó el país en 1939 para vivir en Bagdad, donde conoció a la futura madre de Rachel, una judía iraquí. Su abuela materna, Massouda (Meeda), era una judía iraquí de Singapur traída a Bagdad como novia.
Después del Farhud, su familia se mudó a la India, donde nació Rachel. Sin embargo, luego de la independencia de India en 1948, su padre decidió que se mudaran a Japón para tomar las riendas del negocio de su hermano. Wahba, su madre y su hermano más joven llegaron en 1950, gracias a la asistencia de la Cruz Roja ya que debido al Farhud, su madre y en consecuencia sus hijos eran personas apátridas.
La familia esperó 20 años para emigrar a los Estados Unidos. A llegar en los EE. UU., Wahba se sentía encantada al encontrar que su color de piel marrón (poco apreciado en Japón y denominado kurombo ("oscuro") un punto a favor en Los Ángeles. "¿cómo hiciste para obtener ese bronceado?" reemplazó a los insultos en el Japón de la posguerra. Todo esto fue una revelación para Wahba, quién creció en una comunidad multicultural, con una sinagoga compuesta de judíos de todo el mundo, para darse cuenta más tarde que los judíos estadounidenses de la década de 1970 no entendían como un judío podía ser de origen norteafricano o del Medio Oriente. Todo judío estaba definido por la métrica asquenazí. Para ellos, el judío oriental sólo existía en la Torá.
Wahba sigue siendo una activista en la enseñanza de la multiculturalidad del pueblo judío, que el Ídish era sólo uno de los muchas lenguas y dialectos judíos incluyendo el judeoárabe y el ladino y que la cocina judía es igualmente internacional.
Wahba pertenece al Consejo consultivo de JIMENA (Jews Indigenous to the Middle East and North Africa).

## Obras
Wahba ha publicado varias antologías relacionadas con el ser una judía de origen mizrají y sefardí de padres egipcios e iraquíes y las indignidades padecidas por los judíos que fueron forzados a ser ciudadanos de segunda clase (dhimmi) en los países donde sus familias habían residido por unos dos mil años, así como la dominación cultural de los judíos asquenazíes en países como los Estados Unidos, donde se hizo difícil su adaptación al no compartir con éstos su lengua, historia o comida, haciéndose difíciel para ella el identificarse con los judíos estadounidenses, los cuales son mayoritariamente de origen europeo oriental.
Wahba también ha publicado ensayos y enfoques psicoanalíticos para trabajar con mujeres y lesbianas.

## Vida personal
Rachel Wahba es también cofundadora y copropietaria (con su esposa anterior, Judy Dlugacz), de Olivia Travel, una agencia de viajes enfocada en la atención a lesbianas. 
Rachel vive actualmente en el Condado de Marin (California) con su nieta, Rebecca.